# Myndodus vitiensis
Myndodus vitiensis är en insektsart som beskrevs av George Willis Kirkaldy 1907. Myndodus vitiensis ingår i släktet Myndodus och familjen kilstritar.
Artens utbredningsområde är Fiji. Inga underarter finns listade i Catalogue of Life.